# Massimo Rigoni
Pour les articles homonymes, voir Rigoni.
Massimo Rigoni (né le 24 novembre 1961 à Asiago) est un ancien sauteur à ski italien.

## Palmarès

### Jeux olympiques d'hiver
| Épreuve / Édition | Sarajevo 1984 |
| Petit Tremplin    | 16e           |
| Grand Tremplin    | 34e           |

### Championnats du monde de saut à ski
| Épreuve / Édition | Oslo 1982 | Seefeld 1985 |
| Petit Tremplin    | 12e       | 51e          |
| Grand Tremplin    | 28e       |              |

### Championnats du monde de vol à ski
| Épreuve / Édition | Oberstdorf 1981 | Harrachov 1983 | Planica 1985 | Kulm 1986 |
| Individuel        | 24e             | 21e            | 42e          | 38e       |

### Coupe du monde de saut à ski
- Meilleur classement final: 7e en 1982.
- Meilleur résultat: 2e.